# Atoms for Peace

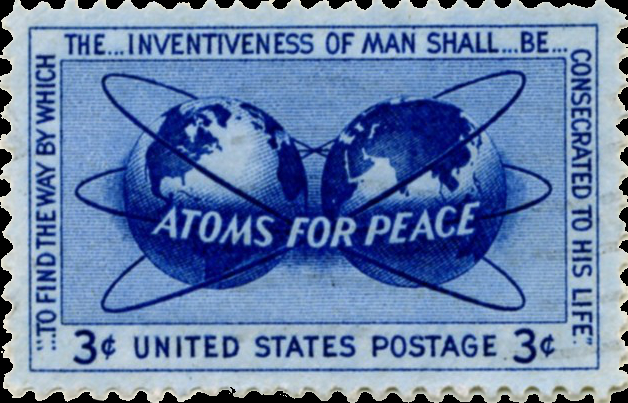
Timbre commémoratif Atoms for Peace.

Pour l’article homonyme, voir Atoms for Peace (groupe).
Atoms for Peace (litt. « des atomes pour la paix ») est le nom d'un programme conçu par les États-Unis visant à promouvoir une utilisation de la technologie nucléaire à des fins pacifiques. Ce programme est consécutif au discours du président des États-Unis Dwight David Eisenhower devant l'Assemblée générale des Nations unies le 8 décembre 1953. Dans le même temps, Eisenhower lançait un programme de dissuasion nucléaire visant à augmenter l'arsenal des États-Unis.

## Le discours du8 décembre 1953
Ce discours du 8 décembre (officiellement sobrement intitulé : Address Before the General Assembly of the United Nations on Peaceful Uses of Atomic Energy), connu sous l’appellation Atoms for Peace, fut précédé le 16 avril 1953 – peu après la mort de Joseph Staline – par un discours qu'on a retenu sous le nom de Chance for Peace.
Le discours Atoms for Peace dresse d'abord un tableau de la course aux armements nucléaires. Rappelant l'avance technologique des États-Unis, il souligne la menace que représente l'Union soviétique (qui maîtrise l'arme thermonucléaire depuis août 1953). Réaffirmant la détermination des États-Unis à faire usage des armes atomiques si nécessaire, Eisenhower montre aussi les dangers de la prolifération de telles armes et leur immense potentiel de destruction. Alors, prolongeant explicitement la résolution prise par l'assemblée générale le 28 novembre 1953 au sujet du contrôle des armements, il propose la création d'une agence internationale de l'énergie atomique et fait part de sa volonté de soumettre au Congres des propositions destinées à développer l'utilisation des technologies nucléaires à des fins pacifiques, dans le domaine de la production d'électricité, de la médecine ou de l'agriculture. Il se dit même prêt à mettre du minerai d'uranium et des matériaux fissibles à disposition de la future agence internationale à cette fin,.
Ce discours fait suite à la conférence des Bermudes au cours de laquelle Eisenhower et Churchill se sont accordés sur la levée du strict secret entourant jusqu'alors les technologies nucléaires.

## Le programmeAtoms for Peace
À la suite de ce discours, les États-Unis ont exporté à plusieurs États de la technologie nucléaire pour une utilisation pacifique.
Le 30 août 1954 le Congrès des États-Unis adopte l'Atomic Energy Act modifiant la loi MacMahon[réf. nécessaire] afin de faciliter l'exportation de technologies et de matériels nucléaires. La fourniture d'informations et de matériels fissibles à des pays étrangers est désormais autorisées sous réserve du contrôle de leurs usages. 
Le 6 septembre 1954 le président Eisenhower inaugure la première centrale nucléaire civile alimentée par le réacteur nucléaire de Shippingport (les soviétiques avaient mis en route leur première centrale nucléaire civile à Obninsk le 24 juin de la même année). À cette occasion il prononce un discours dans lequel il exprime sa foi dans l'avenir du nucléaire civil. Sous sa présidence est également lancé le navire NS Savannah à propulsion nucléaire.
En outre, les États-Unis ont construit à la fin des années 1950, toujours dans le cadre de ce programme, la centrale nucléaire de Nahal Soreq en Israël, consacré à des recherches scientifiques dans un cadre pacifique.
Le 23 septembre 1954 John Foster Dulles propose la tenue d'une conférence sur l'utilisation pacifique de l'atome sous l'égide de l'ONU. Parallèlement à cette initiative, les États-Unis concluent des accords bilatéraux ; le premier est signé avec la Turquie le 10 juin 1955, une vingtaine d'autres étant alors déjà en négociation.   
Du 8 au 20 août 1955 se tient à Genève le premier congrès international sur l'utilisation pacifique de l'énergie atomique. À cette occasion un réacteur nucléaire est transporté d'Oak Ridge à Genève où il est remonté à des fins de démonstration.
En 1956 les États-Unis créent un système d'inspection de leurs livraisons d'uranium enrichi.
L'Agence internationale de l'énergie atomique (AIEA) est fondée le 29 juillet 1957.
En 1959 est signé l'accord entre l'OMS et l'AIEA.
En 1968 est signé le premier traité de non prolifération nucléaire.
En 1974 l'Inde procède à l'explosion souterraine d'une bombe atomique à partir de plutonium provenant d'un réacteur de recherche construit avec l'aide de techniques canadiennes et en bénéficiant de fournitures américaines : la doctrine d'Atoms for Peace touche alors ses limites.